# ソフィア・アンティポリス
ソフィア・アンティポリス （Sophia Antipolis）はフランス・アルプ＝マリティーム県にあるテクノポリスである。ニースとカンヌの中間のアンティーブ付近に所在するコミューン、ヴァルボンヌ市内の松林2300ヘクタールを開発して作られた。世界から1300社以上の企業を誘致し、情報通信技術、マルチメディア、薬学および生化学の分野の先端研究に携わる従業員の数は3万人近くに達する。米国シリコンバレーをフランスの規模に合わせて縮小したものということができる。